# Hans Heinrich Egeberg
Hans Heinrich Egeberg (ur. 26 kwietnia 1877, zm. 1921) – duński zapaśnik specjalizujący się w stylu klasycznym. Wielokrotny medalista mistrzostw Europy. Dwukrotny mistrz świata (1907, 1908) oraz wicemistrz świata (1909) w nieoficjalnych edycjach tych mistrzostw.